# Microarray
Microarray ist eine Sammelbezeichnung für moderne molekularbiologische Untersuchungssysteme, die die parallele Analyse von mehreren tausend Einzelnachweisen in einer geringen Menge biologischen Probenmaterials erlauben. Es gibt verschiedene Formen von Microarrays, die manchmal auch als „Genchips“ oder „Biochips“ bezeichnet werden, weil sie wie ein Computerchip viele Informationen auf kleinstem Raum enthalten können. 

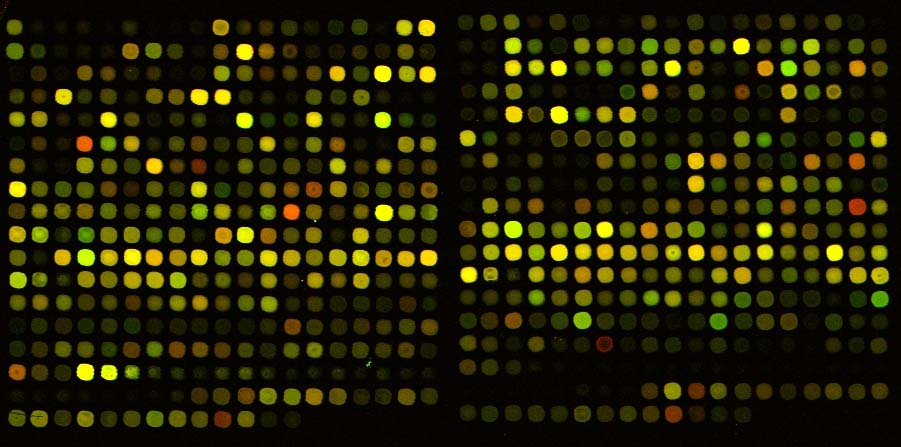

## DNA-Microarrays
DNA-Microarrays finden Anwendung in der Genomanalyse, der Diagnostik und bei Untersuchungen in der differenziellen Genexpression. DNA-Microarrays dienen dazu, die mRNA- und ncRNA-Menge bestimmter Gene oder rRNA bestimmter Organismen nachzuweisen. Es gibt hauptsächlich zwei verschiedene Arten von DNA-Microarrays, einerseits solche, bei denen cDNA, Oligonukleotide oder Fragmente von PCR-Produkten, die der mRNA und ncRNA entsprechen, auf das Trägermaterial gedruckt werden („Spotted Microarrays“) und solche, die auf synthetisch hergestellten Oligonukleotiden beruhen („Oligonukleotid-Microarrays“). Diese dienen als Sonden, die an definierte Positionen eines Rasters z. B. auf Glasträger aufgebracht werden.
- Das NAPPA, englisch für nucleic acid programmable protein array, dient zur schnellen Herstellung von Proteinen. Hierfür wird DNA in hoher Dichte auf Arrays gedruckt und anschließend in einen Reaktionspuffer getaucht. Entstandene Proteine werden dann durch Anker, sogenannte Halo-Tag Liganden, eingefangen. Dieses Verfahren wird als HaloTag-NAPPA bezeichnet.[1] Entwickelt wurde es vom Lehrstuhl für Systembiologie der Pflanzen der TUM zusammen mit Wissenschaftlern aus den USA und Japan, publiziert im Juni 2016.[2]

## Protein-Microarrays
Das Protein-Microarray enthält ebenso wie ein DNA-Microarray eine Vielzahl von Testfeldern auf engstem Raum. Allerdings werden
beim Protein-Microarray in jedem Testfeld – auch Spot genannt – kleine Protein-Mengen auf dem Trägermaterial fixiert. Der spotten genannte Vorgang erfordert wegen der kleinen Testflächen mit geringem Abstand eine hohe Präzision und wird daher von speziellen Geräten durchgeführt.
Auf dem Array kann nun entweder ein gereinigtes Protein, beispielsweise ein Antikörper, oder ein Proteinmix der getesteten Probe aufgebracht werden. Jene Spots, in denen keine Interaktion stattfindet, bleiben nach Durchführung eines Waschschritts leer. Die Detektionsmethode erlaubt anschließend die Unterscheidung zwischen Spots mit und ohne Protein-Protein-Interaktion. Es sind auch quantitative Detektionsverfahren möglich, in denen die Menge an haftendem Protein bestimmt werden kann.

### Arten von Protein-Microarrays

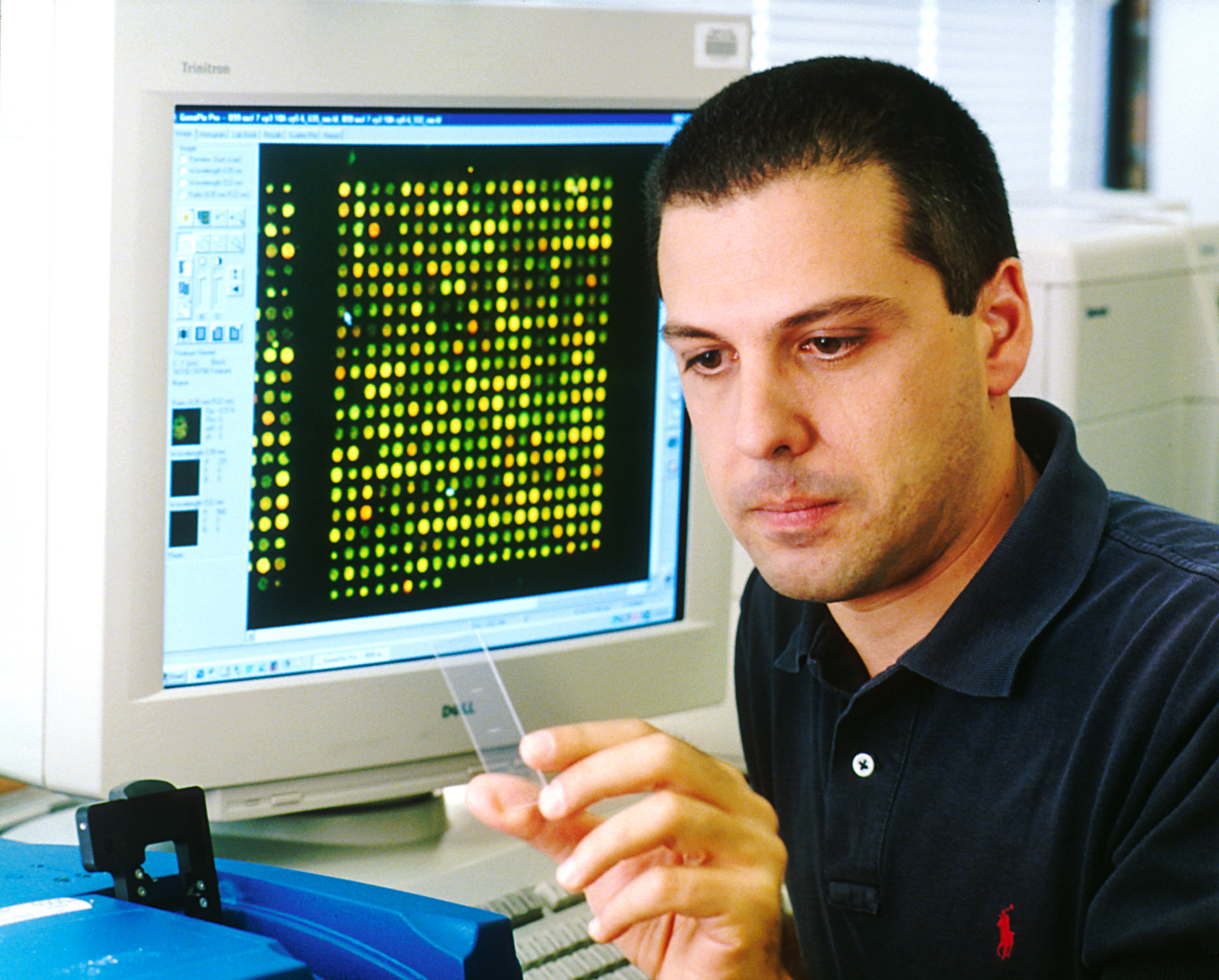
Microarrays

Man kann die verschiedenen Protein-Microarrays Arten nach der Art der Interaktion (Antigen-Antikörper, Enzym-Substrat, Rezeptor-Protein oder allgemeine Protein-Protein Interaktion) unterscheiden. Es kann auch differenziert werden, ob Proteine der Probe am Array fixiert werden und dann mit einer Vielzahl von spezifischen, bekannten Testproteinen geprüft wird – oder ob die Testproteine in den Testflächen fixiert werden und dann die Reaktion mit den Probenproteinen erfolgt.
- Die Reverse Phase Protein Microarray Methode (auch Lysat Microarray genannt) dient zum Nachweis von Antigenen in Zelllysaten verschiedener Gewebe oder in durch isoelektrische Fokussierung gewonnenen Proteinfraktionen. Das Zelllysat oder die Proteinfraktion wird auf dem Trägermaterial des Microarrays gespottet, danach wird der Antikörper aufgebracht. In jedem Testfeld mit Antikörper-Antigen Interaktion bleibt der Antikörper haften. Felder mit Antikörper können dann wie beim Western Blot detektiert werden. Dies geschieht meistens über einen markierten Zweit-Antikörper, der den Antigen-spezifischen Erstantikörper bindet. Dieser Zweitantikörper ist dann mit einem Fluoreszenz- oder nahem Infrarot-Farbstoff gekoppelt und wird mit einem entsprechenden Scanner detektiert, oder ist mit einem Enzym, der Meerettichperoxidase gekoppelt, welches zwecks Detektion eine lichtemittierende Reaktion oder Farbreaktion (Verwendung von Chromogenen) zulässt. Lysat-Microarrays erlauben die Detektion und Quantifizierung von einem Antigen in vielen verschiedenen Lysaten gleichzeitig. Limitiert ist diese Methode nur durch die begrenzte Menge der Zahl an spezifischen Antikörpern, die für die genaue Detektion eines spezifischen Antigens erforderlich ist.
- Antikörper Microarrays: Die Antikörper werden fixiert (gespottet) und dann die Probe (z. B. komplexe Zelllysate) auf das Array aufgebracht. Dabei bindet das Antigen an den jeweiligen immobilisierten Antikörper (sogenannte Fangantikörper). Diese gefangenen Antigene müssen nun mit einem zweiten spezifischen Antikörper detektiert werden (Detektionsantikörper), welcher dann entweder selbst markiert ist, oder mit einem markierten Zweitantikörper detektiert wird. Dieser Komplex wird dann anhand der Markierung detektiert und quantifiziert (vgl. ELISA).
- Antigen Microarrays: Auf jeder Testfläche des Arrays wird ein anderes Antigen fixiert. Enthält das Serum einer Blutprobe den dazugehörigen, spezifischen Antikörper, bleibt dieser an der Testfläche haften. Damit kann die Reaktion auf eine Vielzahl von bakteriellen Antigenen oder Allergenen gleichzeitig getestet werden. Der Erstantikörper wird in einem weiteren Inkubationsschritt von einem markierten Zweitantikörper gebunden und kann detektiert werden.
- Bei Proteindomänen Microarrays werden Fusionsproteine auf dem Array fixiert um Protein-Protein Interaktionen nachzuweisen. Das Fusionsprotein ermöglicht die zuverlässige Fixierung auf dem Array mit dem ersten Teil ohne die Interaktionsfähigkeit des anderen Proteinteils zu stören. Das aufgebrachte Protein bleibt nur an jenen Testflächen haften, an denen es zu einer Interaktion kommt.
- Ein Peptid-Microarray enthält kurze Peptidsequenzen, die je nach Methode entweder in situ synthetisiert oder aber mit Hilfe eines Laserdruckers und per Festphasensynthese direkt auf die Oberfläche aufgebracht werden[3][4]. Diese Methode hat verschiedene Vorteile, u. a. geringere Synthesekosten und eine größere Anzahl an Peptiden die parallel gedruckt werden können. Peptid-Microarrays werden u. a. eingesetzt zur Profilerstellung von Enzymen, zur Untersuchung von Antikörper-Epitopen (Epitopkartierung), oder um die Aminosäuren aufzuklären, die nötig sind für Proteinbindung. In der Praxis werden Peptid-Microarrays u. a. zur Überwachung von therapeutischen Interventionen, Stratifikation von Patienten, zur Profilerstellung von Immunantworten individueller Patienten bei fortschreitender Erkrankung oder auch zur Entwicklung von diagnostischen und therapeutischen Wirkstoffen und Impfungen eingesetzt.

Ein möglicher Vorteil gegenüber DNA-Microarrays ist die schnellere Vor-Ort-Analyse von Proben, da man auf die oft notwendige Amplifikation genetischen Materials sowie die Hybridisierung verzichten kann. Zudem lassen Protein-Microarrays eine Hochdurchsatz-Analyse des Proteinlevels zu. Neueste Forschungsergebnisse lassen darauf schließen, dass mRNA- und Proteinmenge nicht immer miteinander korrelieren. Somit lässt sich von cDNA-Microarray-Ergebnissen nicht unbedingt auf die Proteinexpression schließen.

## Transfektions-Microarrays
Hierbei handelt es sich um eine Technik, bei der DNA zusammen mit einem Transfektions-Reagens auf das Array aufgebracht wird (alternativ kann das Array auch nach dem Spotten mit dem Transfektions-Reagens behandelt werden). Auf einem so vorbereiteten Array kann man verschiedene Zelllinien kultivieren (siehe Zellkultur), die, je nachdem an welcher Stelle auf dem Array sie an der Oberfläche haften, mit dem jeweiligen Gen transfiziert werden. So können im Hochdurchsatzverfahren viele Gene parallel auf die Beziehung zwischen Gen und Phänotyp untersucht werden. Damit kann in Zukunft wahrscheinlich die Lücke zwischen Genomforschung und medizinischer Diagnostik geschlossen werden.

## Tissue-Microarrays
Bei den Tissue-Microarrays (TMA) werden ausgestanzte Gewebezylinder unterschiedlicher Herkunft auf einem Paraffinblock zusammengesetzt. Je nach Größe der Stanze, üblicherweise zwischen 0,6 mm und 2 mm Durchmesser, können zwischen 50 und 400 Proben auf einer 1,5 × 3 cm großen Fläche untergebracht und gleichzeitig z. B. mittels Immunhistologie untersucht werden. Mit dieser Methode können zum Beispiel auf einem Objektträger mit nur einmaliger Applikation eines Antikörpers zahlreiche Proben (z. B. Tumoren unterschiedlicher Herkunft) untersucht werden. Vorteil ist hierbei der geringe Materialverbrauch bei gleichzeitig großer Anzahl der erhaltenen Datensätze. Nachteilig kann sein, dass der ausgestanzte Gewebeausschnitt nicht repräsentativ für das gesamte Gewebe ist. Dieser Nachteil entsteht jedoch gewöhnlich nur bei s.g. komplexen Geweben (z. B. Leber). In der üblichen Anwendung bei Tumormaterial ist dieses Problem zu vernachlässigen, da es in der Anwendung der TMA nicht auf das Einzelergebnis, sondern die Resultate des Untersuchungskollektivs ankommt. Neben der Anwendung in der Immunhistologie sind auch Analysen mittels In-situ-Hybridisierung möglich (FISH, CISH).

## Kohlenhydrat-Microarrays
Auch Zuckermoleküle lassen sich mittlerweile mittels Microarray-Technologie nachweisen.

## Geschichte
Die Technologie der Microarrays ist erst in den 1990er Jahren entstanden. Wegen der hohen Anzahl an Tests pro Zeitspanne, der vergleichsweise geringen Probenmenge und der guten Automatisierbarkeit hat sie sich jedoch rasch als wichtiger Bestandteil in der Forschung für die Bereiche Pharmazie, Medizin, Biochemie, Biotechnologie, Genetik und Molekularbiologie durchgesetzt.
Davor wurden in diesen Forschungsfeldern für die gleiche Aufgabe auf Gelen basierende elektrophoretische Methoden oder chromatographische Verfahren eingesetzt, die um vieles zeitaufwändiger waren. Eine Vorgängermethode ist die Dot-Blot-Analyse.
Für Protein-Microarrays beschrieb Ekins Ende der 1980er Jahre, dass „Mikrospot-Assays“ von herausragender Nachweisempfindlichkeit sind. Ähnliche Ansätze wurden bereits für die Herstellung von Antikörper-Makroarrays beschrieben. Bis zum Jahr 2000 ermöglichten die Geräte-Entwicklungen für die Genom-Forschung bereits die Herstellung von Protein-Microarrays mit vielen tausend DNA-Sonden auf kleinster Fläche.
Mit der Verbreitung von DNA-Tests zur Familienforschung sind heute viele Menschen (indirekte) Nutzer von DNA-Microarrays. Im Jahr 2016 verwendete MyHeritage den OmniExpress-Chip von Illumina, der 700.000 SNPs detektiert.